# Jiu
Jiu (wymowa rumuńska: [ʒiw], łac. Rabona, węg. Zsil) – rzeka w południowej Rumunii (Oltenia), lewy dopływ Dunaju. Długość – 339 km, powierzchnia zlewni – 10 080 km², średni przepływ u ujścia – 86 m³/s.
Jiu powstaje w Kotlinie Jiu w sercu Południowych Karpat z połączenia dwóch potoków – Zachodniego Jiu (Jiu de Vest) i Wschodniego Jiu (Jiu de Est) tuż na południe od miasta Petroszany. Źródła dłuższego Zachodniego Jiu znajdują się w górach Vâlcan, a Wschodniego – w górach Șureanu. Po połączeniu obu cieków źródłowych rzeka płynie na południe, przełamując się przez główny łańcuch Karpat przełomem Surduc (1550 m n.p.m.). Przepływa przez miasto Târgu Jiu i w Kotlinie Târgu Jiu zasila sztuczny zbiornik Ceauru, do którego wpadają również jej dopływy Bystrzyca, Sohodol i Suseni z Șușitą. Wypływając ze zbiornika Ceauru Jiu zmienia kierunek na południowo-wschodni i przecina Wyżynę Getycką, oddzielając wzgórza Motrului na zachodzie od wzgórz Bran na wschodzie. Na tym odcinku przyjmuje wiele sporych dopływów – Tismanę, Gilort, Motru, Argetoaię, Amaradię i Raznic. W okolicy Krajowy, którą mija o kilka kilometrów od wschodu, Jiu zmienia kierunek na południowy i wypływa na Nizinę Wołoską. Uchodzi do Dunaju koło wsi Ostroveni.